# 저주의 시작
《저주의 시작》(영어: The Wicked Within)은 미국에서 제작된 제이 얼레이모 감독의 2015년 공포 영화이다. 시에나 길러리 등이 출연하였다.

## 출연
- 시에나 길러리
- 지아니 커팔디
- 엔조 실렌티
- 미셀 힉스
- 에릭 로버츠